# Кристоферсен, Хеннинг
Хеннинг Кристоферсен (дат. Henning Christophersen; 8 ноября 1939, Копенгаген, Дания — 31 декабря 2016, Брюссель, Бельгия) — датский государственный деятель, министр иностранных дел Дании (1978—1979), министр финансов (1982—1984).

## Биография
В 1965 г. окончил Копенгагенский университет со степенью магистра. Уже в студенческие годы занялся политической деятельностью, вступив в молодежное крыло партии «Венстре» (Venstres Ungdom). С 1971 по 1984 гг. являлся членом фолькетинга. С 1978 по 1984 гг. — председатель партии «Венстре».
Входил в состав правительства страны: в 1978—1979 гг. — министр иностранных дел, 1982—1984 гг. — заместитель премьер-министра, министр финансов Дании.
С 1985 г. перешел в общеевропейские структуры управления: с 1985 по 1995 г. — вице-президент Европейской комиссии и Европейский комиссар по экономическим и финансовым вопросам. На этих постах отвечал за бюджет, финансовый контроль, персонал и администрацию, вопросы экономического и валютного сотрудничества, координацию структурной политики и Статистическое управление Евросоюза. Начинал подготовку создания Экономического и валютного союза, внес существенный вклад в запуск единой европейской валюты и формирование внутреннего европейского рынка. В качестве еврокомиссара вместе с 10 министрами иностранных дел стран Балтийского моря основал Совет государств Балтийского моря (CBSS), а в 1992 г. — Еврофакультет. В период его полномочий был заключен Маастрихтский договор (1992), произошел кризис европейской валютной системы (1992) и в состав союза вступили Австрия, Швеция и Финляндия (1995).
Впоследствии являлся председателем совета директоров Orestadsselskabet и Metroselskabet I / S, а также был членом совета директоров Rockwool Foundation и Danske Bank. Также был партнером консалтинговой компании Kreab в Брюсселе.
В 1998—2007 гг. занимал пост председателя Договора Энергетической хартии.

## Награды и звания
- Командор 1-го класса датского ордена Данеброг (1984)
- Большой крест I степени — с золотой звездой Почётного знака «За заслуги перед Австрийской Республикой» (1979)
- Командор ордена Полярной звезды (Швеция)
- Командор  ордена Льва Финляндии